# LOTAR Eilat
LOTAR Eilat (en hebreu: לוט"ר אילת) és una unitat d'operacions especials de les FDI que vetlla per la seguretat dels habitants i els turistes d'Elat enfront de possibles amenaçes terroristes i també són un equip de rescat d'ostatges. A diferència de les altres unitats dins de l'Exèrcit israelià, Lotar Eilat està integrada únicament per reservistes entre 20 i 60 anys que viuen en la zona del districte del sud d'Israel i es fan voluntaris d'aquesta unitat. En el seu servei militar regular en l'Exèrcit, alguns van formar part de diferents unitats d'elit, i actualment s'aprofiten del seu entrenament i experiència per formar part d'aquesta unitat.
Elat és una de les ciutats d'Israel amb més turistes. Diàriament arriba una gran quantitat d'autobusos amb turistes d'altres països del món que venen a visitar les platges i els hotels d'aquesta ciutat del sud del país. Degut a la seva llunyania dels altres centres urbans del país, i a la seva proximitat a les fronteres d'Israel amb Egipte i d'Israel amb Jordània, fa que aquesta ciutat sigui un indret molt vulnerable davant dels atacs terroristes que poden alterar la tranquil·litat de la zona. És en aquest contexte a on apareix la unitat LOTAR Eilat.
A causa que la ciutat està allunyada del centre del país, es necessita una força de lluita contra el terrorisme capaç de respondre de manera immediata, i és per això que els integrants de la unitat Lotar han d'estar sempre a punt per a l'acció. En el moment que cal actuar, han de deixar el que estan fent, i es posen mans a l'obra. El temps en el que es presenten en el lloc dels fets és molt breu, ja que han de respondre a les situacions d'emergència ràpidament. Una vegada que sona l'alarma, els comandos tenen exactament set minuts per arribar a un lloc determinat, i després disposen de set minuts més per posar-se els uniformes i l'equip de combat. Això fa un total de 14 minuts.
Son capaços de procedir ràpidament, gràcies a que diverses vegades a l'any, aquests homes es troben per realitzar simulacres i entrenar per una eventual situació de risc.
En 1989 van dur a terme la seva primera operació, quan un soldat jordà es infiltrar a Israel, va entrar en el Kibbutz Lotan i va segrestar un ostatge. L'equip LOTAR Eilat va respondre a l'incident, i va dur a terme una incursió amb èxit en la casa, neutralitzant al soldat jordà i alliberant l'ostatge.
Des de llavors, l'equip ha participat en diferents operacions tant en la terra com en l'aire. Estan entrenats per respondre a situacions perilloses en autobusos amb ostatges, en llars o institucions, però també estan capacitats per rescatar avions segrestats.
Al setembre de 1995, un avió de passatgers iranià va ser segrestat per un individu emocionalment pertorbat. Un cop més, la unitat va resoldre l'incident amb èxit i després de les negociacions el segrestador es va lliurar sense causar danys majors.
Tan sols cinc anys després, un segrestador va prendre el control d'un avió que volava de Daguestan fins a Moscou amb 50 passatgers a bord, amb una bomba falsa. L'avió va aterrar i finalment el segrestador va decidir lliurar-se, degut a la pressió que li va ser exercida. La unitat Yamam de la policia israeliana també va participar en aquesta operació.
A l'octubre del 2000, aquesta unitat es va veure en la necessitat de participar en diferents operacions a causa dels constants enfrontaments entre Israel i grups de militants palestins durant el conflicte de la segona intifada.
Últimament, la unitat ha format part d'un incident en un conegut hotel de la ciutat d'Elat, en el que un ciutadà nord-americà que era empleat del mateix hotel, va obrir foc provocant la mort a una persona i posteriorment es va refugiar en una de les habitacions. Els agents van intentar negociar la seva rendició, però a causa de la resistència de l'atacant i els seus continus trets, les forces es van veure obligades a obrir foc contra l'home que havia despertat el pànic entre els clients de l'hotel que es trobaven descansant durant la festivitat jueva de Sukkot.
Degut al rendiment de la unitat en els entrenaments i a l'èxit de les seves operacions, LOTAR Eilat és considerada com una de les millors unitats de forces especials de les FDI, al costat de unitats com Sayeret Matkal o Shayetet 13.